# チームHII 5th Stage「Beautiful World」
チームHII 5th Stage「Beautiful World」は、SNH48チームHIIの5th公演である。チームHII初のオリジナル公演。

## 公演内容

### 曲目
本編
1. overture
（作曲・編曲：尾澤拓実、歌：TAZ）
全SNH48公演共通である。
2. H Zone
（H Zone、作詞：張鵬鵬、作曲：Wave G、編曲：Wave G）
3. I Hate You
（I Hate You、作詞：易貝兒、作曲：高永滕、編曲：黄尹浩）
4. 闇夜の女神
（黑夜女神、作詞：傅錦川、作曲：張宴箐、編曲：郭偉聰）
5. High Light
（High Light、作詞：謝夢瓊、作曲：鴨毛、編曲：郭偉聰）
6. 背水一戦
（背水一战、作詞：武倩/張鵬鵬、作曲：Emi Yeh、編曲：Emi Yeh）
7. 天使の罠
（天使的圈套、作詞：傅錦川、作曲：張宴箐、編曲：謝維）
8. 化学超女子
（化学超女子、作詞：張鵬鵬、作曲：Wave G、編曲：奥斯卡）
9. 関不掉
（关不掉、作詞：陳學聖、作曲：徐鳳儀、編曲：郭偉聰）
10. 完美犯罪
（完美犯罪、作詞：天樂、作曲：都智文、編曲：都智文）
11. 対峙する
（对峙、作詞：張鵬鵬、作曲：呉依萱、編曲：呉依萱）
12. Why
（Why、作詞：易貝兒、作曲：馬大班、編曲：馬大班）
13. 花と火は
（花与火、作詞：易貝兒、作曲：歐育齊、編曲：小冷）
14. Beautiful World
（Beautiful World、作詞：呉燕文、作曲：鴨毛、編曲：謝維）

アンコール
1. 毎日向上して
（天天向上、作詞：小7、作曲：任中強、編曲：Wave G/任中強/呉依萱）
2. Running Girls
（Running Girls、作詞：張鵬鵬、作曲：任中強、編曲：任中強）
3. 君がいるなら
（如果有你在、作詞：張鵬鵬、作曲：呉依萱、編曲：呉依萱）

## SNH48 チームHII 5th Stage「Beautiful World」公演
公演期間
2017年4月8日 -
出演メンバー
謝妮・許楊玉琢・郝婉晴・李清揚・王露皎・孫珍妮・徐晗・劉炅然・劉佩鑫・沈夢瑤・林楠・楊恵婷・袁航・徐伊人・呉燕文・張昕・サポートメンバー

ユニット曲担当
- 背水一戦（劉佩鑫、徐伊人、呉燕文）
- 天使の罠（謝妮、許楊玉琢）
- 化学超女子（郝婉晴、李清揚、王露皎、孫珍妮）
- 関不掉（徐晗）
- 完美犯罪（楊恵婷、袁航、張昕）
- 対峙する（劉炅然、沈夢瑤、林楠）

## SHY48 チームHIII 2nd Stage「Beautiful World」公演
公演期間
2017年10月22日 -
出演メンバー
張愛静・鄭潔麗・張儒軼・王睿琦・李晴・高志嫻・張羽涵・曲悦萌・寇承希・劉静晗・龔夢婷・董思佳・李熙凝・王菲妍・逯方竹・高崇・サポートメンバー

ユニット曲担当
- 背水一戦（李晴、寇承希、龔夢婷）
- 天使の罠（張羽涵、李熙凝）
- 化学超女子（張愛静、鄭潔麗、張儒軼、王睿琦）
- 関不掉（劉静晗）
- 完美犯罪（曲悦萌、董思佳、逯方竹）
- 対峙する（高志嫻、王菲妍、高崇）

## CKG48 チームK 2nd Stage「Beautiful World」公演
公演期間
2018年6月16日 -
出演メンバー
田禎臻・呉學雨・艾芷亦・章宇陽・趙澤慧・王露皎・韓林芹・夏文倩・郝婧怡・李瑜璇・黄琬瓔・林舒晴・鄧倩・呉晶晶・魏小燕・サポートメンバー

ユニット曲担当
- 背水一戦（王露皎、韓林芹、夏文倩）
- 天使の罠（郝婧怡、李瑜璇）
- 化学超女子（林舒晴、鄧倩、呉晶晶、魏小燕）
- 関不掉（田禎臻）
- 完美犯罪（呉學雨、李瑜璇、黄琬瓔）
- 対峙する（艾芷亦、章宇陽、趙澤慧）